# Frissons d'horreur
Pour plus de détails, voir Fiche technique et Distribution.
Frissons d'horreur (Macchie solari) est un film d'horreur italien réalisé en 1975 par Armando Crispino.

## Synopsis
Simona travaille dans une morgue. La mort de Betty, la future épouse de son père, provoque une atmosphère de soupçons mutuels. Selon la police, la mort de Betty est un suicide, mais Paul, le frère de Betty qui est prêtre, est convaincu qu'il s'agit d'un assassinat. La mère de Simona, Gianni, est assassinée à son tour...

## Fiche technique
Sauf indication contraire, les informations mentionnées dans cette section peuvent être confirmées par la base de données cinématographiques IMDb,  présente dans la section « Liens externes ».
- Titre original : Macchie solari (litt. « Taches solaires »)
- Titre français : Frissons d'horreur ou La Victime[2]
- Réalisation : Armando Crispino
- Scénario : Lucio Battistrada, Armando Crispino
- Production : Leo Pescarolo
- Sociétés de production : Clodio Cinematografica
- Musique : Ennio Morricone
- Photographie : Carlo Carlini
- Montage : Daniele Alabiso
- Costumes : Mario Ambrosino
- Pays de production :  Italie
- Langue : italien
- Format : Couleur - 1,85:1 - Mono - 35mm
- Genre : film d'horreur, giallo
- Durée : 100 minutes
- Dates de sortie :
  - Italie : 18 janvier 1975
  - France : 3 octobre 1979

## Distribution
- Mimsy Farmer : Simona Sanna
- Barry Primus : Père Paul Lenox
- Ray Lovelock (VF : Dominique Paturel) : Edgardo
- Carlo Cataneo : Lello Sanna
- Angela Goodwin : Danielle
- Gaby Wagner : Betty Lenox
- Massimo Serato : Gianni Sanna
- Ernesto Colli : Ivo
- Leonardo Severini : Custode
- Eleonora Morana : Eleonora
- Antonio Casale : Inspecteur Silvestri
- Giovanni Di Benedetto : Le légiste
- Maria Pia Attanasio : Tante Elvira
- Pier Giovanni Anchisi : L'archiviste
- Pupino Samona : Le docteur barbu

## Production
Le film est surtout tourné à partir du 15 juillet 1974 dans divers lieux de Rome, dont sur la Place Saint-Pierre au Vatican, mais aussi à Florence dans une parenthèse scénaristique.

## Accueil critique
Lors de la sortie en salles, la maison de distribution Titanus a proposé aux spectateurs des masques noirs pour se couvrir les yeux lors des séquences les plus macabres.
D'après Giusti, le film est « comme tous les films de Crispino, un peu lent, un peu ennuyeux ». Le même auteur signale que le film est devenu culte de par ses scènes de morgue truculentes.
D'après Donald Guarisco dans Allmovie, « Ce sinistre film à enigme [...] offre quelques frissons mais est finalement insatisfaisant ».